# کنفرانس نخست‌وزیران کشورهای مشترک‌المنافع

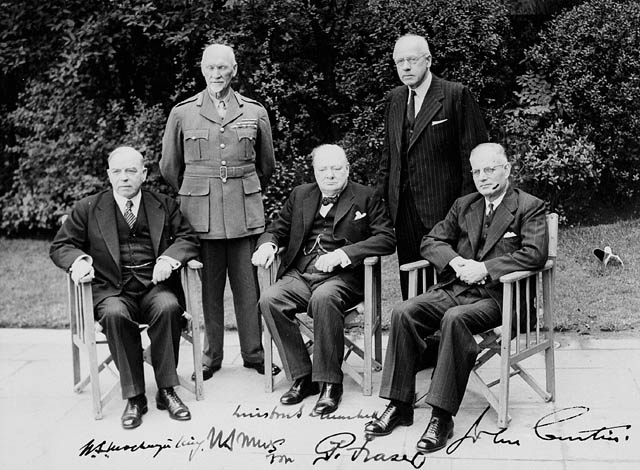
نخست‌وزیران حاضر در اولین کنفرانس نخست‌وزیران کشورهای مشترک‌المنافع در سال ۱۹۴۴

کنفرانس نخست‌وزیران کشورهای مشترک‌المنافع (انگلیسی: Commonwealth Prime Ministers' Conference) کنفرانس‌های دوسالانه‌ای بودند که بین نخست وزیر بریتانیا و نخست‌وزیران اتحادیه کشورهای همسود از ۱۹۴۴ تا ۱۹۶۹ برگزار می‌شدند. از ۱۹۷۱ به جای این کنفرانس، کنفرانس دیگری با نام کنفرانس سران کشورهای مشترک‌المنافع برگزار می‌شود.
این کنفرانس نخستین بار در ۱۹۴۴ برای هماهنگی در نیروهای جنگ جنگ دوم برگزار شد. شرکت‌کنندگان این کنفرانس عبارت بودند از:
- وینستون چرچیل نخست وزیر بریتانیا
- جون کارتین نخست وزیر استرالیا
- پیتر فراسر نخست‌وزیر نیوزیلند
- ویلیام لیون مکنزی کینگ نخست وزیر کانادا
- جان اسمات نخست وزیر آفریقای جنوبی